# Stenodynerus baronii
Stenodynerus baronii är en stekelart som beskrevs av Giordani Soika 1975. Stenodynerus baronii ingår i släktet smalgetingar, och familjen Eumenidae. Inga underarter finns listade i Catalogue of Life.